# Lesiones músculo-tendinosas
Las lesiones músculo-tendinosas, conocidas también como LMT, corresponden a un término utilizado para denominar lesiones que ocurren luego de un período prolongado sobre un segmento corporal específico, tal como las lesiones y enfermedades desarrolladas en músculos, nervios, tendones, ligamentos, articulaciones, cartílagos y discos intervertebrales e intercostales.
Los músculos y articulaciones afectadas sufren tensión y esfuerzo, los tendones se inflaman, puede haber atrapamiento de nervios, o se dificulta el flujo sanguíneo.

## Consecuencias
De lo anterior se pueden desarrollar diversos cuadros de lesión, tales como:
- Tendinitis
- Síndrome del túnel del carpo
- Epicondilitis (codo de tenista),
- Tenosinovitis
- Sinovitis
- Tenosinovitis estenosante de los dedos
- Enfermedad de DeQuervian
- Lumbago
- Lesión del manguito de los rotadores
- Síndrome de extensión cervical (asociado a permanencia prolongada en cuello en flexión), etc.

## Sinónimos
Existe una gran diversidad de términos, usados muchas veces como sinónimos, aunque no siempre sean exactamente equivalentes, lo que revela la diversidad y heterogeneidad de los elementos incluidos bajo este término:
- La literatura francesa habla de TMS (troubles musculosquelettiques),
- La brasileña habla de LERT o DORT
- La anglosajona incluye (entre otros) los siguientes:

- Lesiones por trauma acumulativo (LTA)
- Lesiones por esfuerzo (o movimiento) Repetitivo - RSI en inglés
- Work Related Upper Limb Disorder - WRULD
- Occupational Overusage Syndrome - OOS

## Enfoque
La manera de abordar estos problemas es mediante la aplicación de los principios de la Ergonomía, en especial mediante un análisis ergonómico del trabajo o AET, que permitirá identificar que factor de riesgo está presente en el sitio de trabajo, llevando a la producción de desajustes que derivan en estas lesiones.
- Datos: Q5973776